# Nin non nan
Nin Non Nan is een hoorspel van Gerard Braunisch. Nin Non Nan werd op 11 februari 1966 door de Westdeutscher Rundfunk uitgezonden. Kees Walraven vertaalde het en de AVRO zond het uit op 24 oktober 1968, van 21.30 uur tot 22.00 uur. De regisseur was Dick van Putten.

## Rolbezetting
- Harry Bronk (commentator)
- Bert van der Linden (passagier)
- Sacco van der Made (douanebeambte)
- Willy Ruys (douanewachtmeester)
- Huib Orizand (een douaneofficier)
- Coen Pronk (stem)
- Joke Hagelen (andere stem)

## Inhoud
Ergens in een grensstation wordt een onschuldige passagier uit de trein gehaald en ondervraagd. Steeds dezelfde stereotiepe vragen - onverschillig, onverbiddelijk, murw makend. De man weet niet meer of er dagen, weken of jaren zijn verstreken. Tevergeefs klampt hij zich vast aan de zekerheid van zijn identiteit. Ook zij zal stukbreken.